# Oospila perrupta
Oospila perrupta là một loài bướm đêm trong họ Geometridae.